# Stiftelsen Skåneländska flaggans dag

Skånska flaggan.

Stiftelsen Skåneländska Flaggans Dag (SSFD) är en stiftelse grundad 2003 vars uppgift var att förvalta och organisera skåneländska flaggans dag som infaller den tredje söndagen i juli. 2015 uppgick SSFD i Stiftelsen Skånsk Framtid.
Flaggdagen firades första gången 1967. Platsen var Bialitt, en kaffestuga mellan Marieholm och Röstånga. Initiativtagare till denna speciella dag och därmed hörande institution Årets skåning var Limhamnsbon Sigge Hinderot och den förening han skapade - Skånska Flaggans Vänner. 
1991 övertogs ansvaret för flaggdagen av Kulturföreningen Skånelands flagga och från och med 2003 av Stiftelsen Skåneländska Flaggans Dag. Stiftelsen ansvarar för flaggdagsfirandet och korandet av Årets Skåning. Från att tidigare ha varit en öppen kandidatröstning i Radio Malmöhus engagerades istället 2010 Kvällsposten i denna röstinsamling.
Stiftelsen är partipolitiskt obunden. Trots det "utvidgade" namnet hade stiftelsens verksamhet i princip endast anknytning till landskapet Skåne och samtliga styrelseledamöter var hemmahörande där. Samtliga sedan 1996 utdelade flaggor har tilldelats personer eller institutioner med anknytning till landskapet och inga till de övriga Skånelandskapen.